# Scaphidium bituberculatum
Scaphidium bituberculatum – gatunek chrząszcza z rodziny kusakowaych i podrodziny łodzikowatych.
Gatunek ten opisany został w 2012 roku przez Tanga Linaga i Li Lizhena na podstawie parki okazów z rezerwatu Diaoluoshan.
Chrząszcz o ciele długości 7 do 7,1 mm, ubarwiony rudobrązowo z czarną buławką czułków (z wyjątkiem jej brązowawego wierzchołka), ciemnymi udami, czarniawymi goleniami i dwoma dużymi, żółtymi plamkami na każdej z pokryw: jedną barkową i jedną wierzchołkowo-boczną. Punkty na czole widoczne tylko w tylnej części i tam, podobnie jak na dysku przedplecza umiarkowanie silne i gęste. W części przednasadowej przedplecza silnie wgłębiony rządek punktów. Plama barkowa pokryw silnie, a przedwierzchołkowa słabo wypukła. Samiec ma prawie cały środek zapiersia pokryty długim owłosieniem. Odsłonięte tergity odwłoka z grubym punktowaniem i siateczkowaniem. W woreczku wewnętrznym jego edeagusa znajdują się: podłużny skleryt wierzchołkowy i złożona grupa sklerytów bazalnych, w tym dwa wydłużone boczne.
Owad znany tylko z chińskiego Hajnanu.